# San Possidonio
San Possidonio ist eine italienische Gemeinde (comune) mit 3487 Einwohnern (Stand 31. Dezember 2023) in der Provinz Modena in Emilia-Romagna. Die Gemeinde liegt etwa 27 Kilometer nordnordöstlich von Modena. Die Secchia bildet die westliche Gemeindegrenze.

## Geschichte
Der Ortsname lautete in der römischen Antike Garfaniana.